# Марко Голубовић
Марко Голубовић (Мајданпек, 20. септембар 1995) је српски фудбалер.

## Каријера
Рођен је у Мајданпеку, где је направио своје прве фудбалске кораке, да би са девет година приступио београдском Партизану. Након омладинског стажа, 2013. године сели се у Телеоптик, где је наступао наредне две сезоне. Током летњих припрема са првим тимом Партизана пред почетак сезоне 2015/16, потписао је свој први професионални уговор 10. јула 2015. и задужио број 80. У Суперлиги Србије, дебитовао је 1. августа 2015. године, на гостовању Новом Пазару. За Партизан је током сезоне 2015/16. одиграо 14 првенствених утакмица, уз два постинута гола (против Вождовца и Борца). У августу 2016. је прослеђен на једногодишњу позајмицу у прволигаша Синђелић. У јулу 2017. је раскинуо уговор са Партизаном и као слободан играч потписао за Раднички из Ниша. У августу 2019. је потписао за Крупу, члана Прве лиге Републике Српске. Са клубом је у сезони 2019/20. изборио пласман у виши ранг такмичења. Провео је и први део сезоне 2020/21. у Крупи, овога пута наступајући у Премијер лиги БиХ. У јануару 2021. се вратио поново ранг ниже, у Прву лигу Републике Српске, након што је потписао уговор са Слогом из Добоја. У првом делу сезоне 2021/22. је наступао за Тимок из Зајечара у Првој лиги Србије.

## Трофеји

### Партизан
- Куп Србије (1) : 2015/16.